# Moving Violation
Albums de The Jackson 5
Dancing Machine
(1974) The Jacksons
(1976)
Singles
1. Forever Came Today
Sortie : 10 juin 1975
2. All I Do Is Think of You
Sortie : 5 novembre 1975
3. Body Language (Do the Love Dance)
Sortie : 24 janvier 1976

Moving Violation est le neuvième album studio (douzième au total) du groupe américain The Jackson Five, sorti sous le label Motown le 15 mai 1975. 
Cet album est le dernier du groupe enregistré pour la Motown. En effet, en 1975, les Jackson Five quittent leur maison de disques pour CBS Records afin d'avoir un contrat plus avantageux et une plus grande liberté artistique. Le groupe devient alors The Jacksons et Randy rejoint le groupe en remplacement de Jermaine resté chez Motown.

## Titres
- Face A :

1. Forever Came Today - Brian Holland / Edward Holland, Jr. / Lamont Dozier - 6:23
2. Moving Violation - Harold Beatty / L. Shaw - 3:37
3. (You Were Made) Especially For Me - Brian Holland / Michael Lee Smith - 3:28
4. Honey Love - Brian Holland / Edward Holland, Jr. / Michael Lee Smith - 4:40

- Face B :

1. Body Language (Do the Love Dance) - Don Fletcher / Hal Davis - 4:07
2. All I Do Is Think of You - Brian Holland / Michael Lovesmith - 3:17
3. Breezy - Jerry Marcellino / Mel Larson - 3:38
4. Call of the Wild - Jerry Marcellino / Mel Larson - 2:33
5. Time Explosion - Jerry Marcellino / Mel Larson - 4:13

Réédition : En 2001, Motown Records a remasterisé les albums des J5 dans la série "Two Classic Albums/One CD".Cet album a été couplé à Dancing Machine. Les bonus tracks sont la chanson "Through Thick and Thin" issue des sessions d'enregistrement de Moving Violation et de Forever Michael et le remix Disc-o-Tech #3 de "Forever Came Today".

## Pochette
- Photo : Jim Britt

- Design : John Kosh